# Concistori di papa Gregorio IV

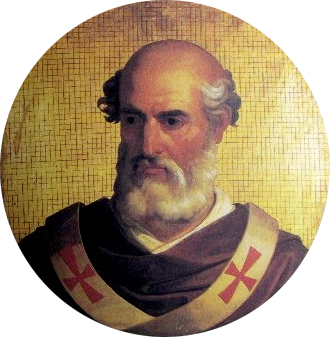
Papa Gregorio IV

Questa voce raccoglie l'elenco completo dei concistori per la creazione di nuovi cardinali presieduti da papa Gregorio IV, con l'indicazione di tutti i cardinali creati su cui si hanno informazioni documentarie (4 nuovi cardinali in 4 concistori). I nomi sono posti in ordine di creazione.

## 827  (I)
- Luciano, creato cardinale diacono di Sant'Eusebio (morto prima 853)

## 829  (II)
- Ottavio Elario, creato cardinale diacono di Santa Prassede (sconosciuto)

## 842  (III)
- Adriano, creato cardinale diacono di San Marco; il 13 novembre 867 viene nominato papa con il nome di Adriano II (morto il 14 dicembre 872).

## 844   (IV)
- Lucino, creato cardinale diacono (titolo sconosciuto) † (sconosciuto)